# غاري إلكنز
غاري إلكنز (بالإنجليزية: Gary Elkins)‏ هو لاعب كرة قدم بريطاني، ولد في 15 أبريل 1966 في Wallingford, Oxfordshire ‏ في المملكة المتحدة. لعب مع سويندون تاون ونادي إكزتر سيتي ونادي فولهام ونادي ويمبلدون.

## وصلات خارجية
- غاري إلكنز على موقع قاعدة بيانات كرة القدم.إي يو (الإنجليزية)
- غاري إلكنز على موقع Soccerbase.com (لاعب) (الإنجليزية)
- غاري إلكنز على موقع عالم كرة القدم.نت (الإنجليزية)